# 1978年西班牙宪法
1978年西班牙憲法（西班牙語：Constitución Española de 1978） (Spanish and 加利西亞語：) 是西班牙的现行的根本法，由時任議長蘭德里諾·拉維萊·阿西納等法律界專家起草，於1977年11月表決通過，並在1978年西班牙憲法公投后实施，結束了將近40年的佛朗哥軍政獨裁時期，是西班牙向民主体制转变的重要里程碑。该部宪法规定西班牙的国家主权属于全体西班牙人民，政体是议会制君主立宪制，西班牙君主是虚位元首，君主代表国家但不享有实权，行政權由首相掌理。立法權歸於國會，由參、眾兩議院組成，其中後者負責指名首相人選。
1978年12月29日生效，當天在官方公報上公佈。12月6日的憲法日以來一直是西班牙的國定假日。

## 概要
西班牙憲法分為10個部分，和數個章節。包含概說、政府、司法、國家、政府、經濟等層面。
最後，第十部分提到憲法修正案，其中自1978年以來僅有兩項修正案（1995年和2011年）。
成立過程中，作者（以及皇家任命的參議員）卡米洛·何塞·塞拉後來對憲法草案的措辭進行了修改。

## 主要憲法條文
“憲法”承認存在民族和地區（初步標題）。

### 序言
傳統上，編寫憲法的序言被認為是一種榮譽，也是一項需要極大文學能力的任務。為此目的選擇的人是Enrique Tierno Galván。

### 序文
- 第2條：本宪法的基础是西班牙国牢不可破的团结和全体西班牙人所共有的不可分割的祖国，承认并保障组成西班牙王國的各民族和各地区的自治权與團結性。

因此，西班牙現在完全由17個自治區和兩個擁有不同程度自治權的自治城市組成，儘管憲法沒有正式聲明西班牙是一個聯邦（也不是一個統一的國家），實際的權力根據所考慮的問題，顯示出廣泛不同的權力下放等級，從納瓦拉和巴斯克地區的自主稅務管理權限的準邦聯地位到機場管理的全面集中化。

### 第8部分

#### 第143條
- 第一款：为行使宪法第二条承认的自治权，具有共同的历史、文化特征的毗领省份、岛屿地区以及在历史上曾是一个地区单位的省份，可根据本章及各自章程的规定实行自治，组成自治区。
- 第二款：自治进程的主动权属于有关的各省议会或岛屿间机构，或属于2／3的市镇，其人口至少应占各省或岛屿选民统计之多数。上述要求应在自某一有关地方行政机构作出第一个决议后的六个月内达到。
- 第三款：自治倡议如示能实现，需过五年后方得撤回。

#### 第155條
- 第一款：如一个自治区未履行宪法或其他法律为其规定之义务，或严重危害西班牙之总利益，政府可要求自治区主席改正；在自治区主席未予理会的情况下，经参议院绝对多数批准，政府可采取必要措施迫使自治区强制履行上述义务，或保护上述总利益。
- 第二款：为实施前款规定之措施，政府可向各自治区所有领导人发出指令。

2017年10月27日，參議院通過議案動用第155條凍結加泰隆尼亞自治權，並強行解散自治政府以及取消加泰隆尼亞獨派政治人物職務。當時214票贊成，47票反對，1票棄權。

## 另見
- 憲法
- 憲政經濟

### 引用
1. ↑  . 中国改革网. 2010年3月22日  [2014年2月11日]. （原始内容存档于2014年2月23日）.
2. ↑  Ponce de León, Rodrigo. . El Diario. 2017-10-27  [2017-10-27]. （原始内容存档于2017-10-27） （西班牙语）.

## 外部連結
- 官方网站（页面存档备份，存于）
- 1978年西班牙宪法的英文版. 西班牙国家官方公报.
- Congreso.es: Proceso de elaboración y aprobación de la Constitución Española de 1978
- 25 Aniversario de la Constitución（页面存档备份，存于）
- La aprobación de la Constitución contada por La Vanguardia en 1978
- Constitución española de 1978（页面存档备份，存于） (PDF)
- Museo Adolfo Suárez y la Transición（页面存档备份，存于）
- Constitución Española en lectura fácil（页面存档备份，存于）. Adaptada a lectura fácil por Óscar García Muñoz, validada por Cooperativa Altavoz con la colaboración de Plena Inclusión